# Jodie Guilliams
Jodie Guilliams, née le 26 avril 1997 à Hasselt, est une joueuse de volley-ball internationale belge évoluant au poste de réceptionneuse-attaquante,,,,.